# Pharming
|  | Aquest article tracta sobre el terme en genètica. Vegeu-ne altres significats a «Descaminament». |

Pharming és un terme anglés, emmergit de la unió de dos termes: "farming" (conrear a una granja) i "pharmaceutical" (fàrmac o substància farmacològica), i es refereix a la utilització de l'enginyeria genètica per a inserir gens que produeixen fàrmacs dins d'un hoste animal o vegetal que en altres casos no expressaria aquests gens. Conseqüència d'açò, els hostes animals i vegetals produeixen aquest fàrmac en grans quantitats que pot ser purificat i utilitzat com un producte medicamentós. Alguns productes i nutrients creats poden ser administrats directament menjant la planta o bevent la llet (si el gen és inserit dins d'una vaca). Per exemple, l'arròs d'or on se li ha inserit un gen que produeix β-carotens o la llet de les vaques en què conté vitamina D.
Els productes del pharming són proteïnes recombinants o els seus productes metabòlics. Fàrmacs fets a partir de proteïnes recombinants tenen una gran eficàcia potencial i menys efectes secundaris que les molècules menudes perquè l'acció d'aquestes proteïnes van dirigides a la causa de la malaltia en comptes del tractament dels símptomes. Les proteïnes recombinants normalment són produïdes mitjançant bacteris o rents en bioreactors però el pharming ofereix l'avantatge de què no s'hi requereix una infraestructura cara i és fàcil arribar a una capacitat de producció raonable a la demanda. S'estima que el preu de producció d'una proteïna recombinant amb el pharming serà un 20% menor que el cost actual.
Als Estats Units d'Amèrica, les plantes transgèniques incloent, però no limitant, a aquelles que produeixen substàncies farmacològiques, estan regulades per tres agències governamentals que comprenen el Marc Coordinat de la Regulació de la Biotecnologia establert a 1986:
- USDA Animal and Plant Health Inspection Service (Servei d'inspecció sanitària a animals i plantes) - avalua els impactes agrícoles potencials com el flux gènic i la capacitat de produir llavors.
- Environmental Protection Agency - avalua els impactes mediambientals potencials de microorganismes intergènics sota l'acta de control de substàncies tòxiques
- DHHS FDA - avalua el risc sanitari humà si la planta o una de les seues proteïnes estan destinades al consum humà.